# Aeroportul Cardiff
Aeroportul Cardiff (IATA: CWL, ICAO: EGFF) este un aeroport din Vale of Glamorgan, Țara Galilor, Regatul Unit ce deservește zona Cardiff. Aeroportul a fost tranzitat în 2022 de 857.397 de pasageri. A fost deschis în 1952 și numit după zona deservită.
Situat la o altitudine de 67 m, aeroportul dispune de 1 pistă. Este operat de Abertis⁠(d).

## Infrastructură

### Piste
Aeroportul dispune de o singură pistă. Pista 12/30 are suprafața de asfalt și dimensiunile 2.354 m × 45 m. 